# Frank Frazetta
Frank Frazetta (Brooklyn (New York), 9 februari 1928 – 10 mei 2010) was een Amerikaans illustrator van fantasy en sciencefiction, bekend om zijn boekomslagen, strips, schilderijen, posters en platenhoezen. In 2003 werd er een documentaire over hem gemaakt.
Frazetta werd ingehuldigd in de Will Eisner Comic Book Hall of Fame in 1995 en in de Jack Kirby Hall of Fame in 1999 vanwege zijn bijdragen aan de stripverhalenindustrie.
- Biblioteca Nacional de España: XX4859916
- Bibliothèque nationale de France: cb119034925 (data)
- Catàleg d'autoritats de noms i títols de Catalunya: 981058508634806706
- CiNii: DA19073509
- Gemeinsame Normdatei: 121290980
- International Standard Name Identifier: 0000 0001 1767 7606
- Library of Congress Control Number: n50025484
- MusicBrainz: f64f9772-a7fd-4517-b471-484d5ba88243
- Nationale Bibliotheek van Tsjechië: xx0195842
- Nationale Bibliotheek van Israël: 987007589978605171
- Nederlandse Thesaurus van Auteursnamen: 07401238X
- RKD-Nederlands Instituut voor Kunstgeschiedenis: 426864
- Istituto Centrale per il Catalogo Unico: CFIV145029
- SNAC: w6rv139x
- Système universitaire de documentation: 026873850
- Union List of Artist Names: 500111285
- Virtual International Authority File: 66467385
- WorldCat: E39PBJcWpXmCHqkwKYgXw9K8G3